# Linor Abargil

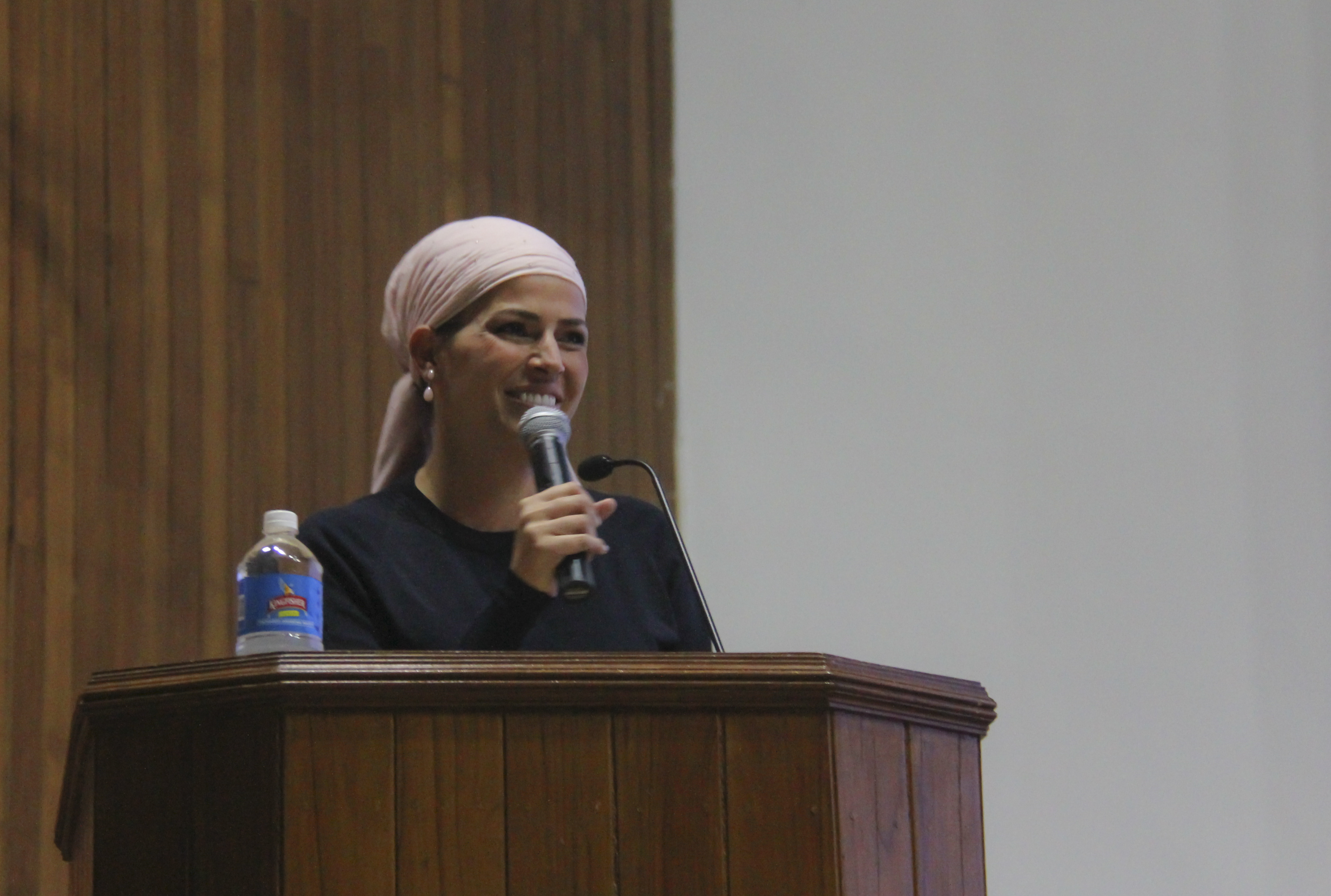
Linor Abargil en una charla sobre violencia contra las mujeres, 2014.

Linor Abargil (Netanya, 17 de febrero de 1980) es una abogada, actriz, modelo y reina de belleza israelí, habiendo sido vencedora del concurso Miss Mundo 1998. Fue la primera israelí en conquistar dicha corona.

## Biografía
Abargil nació en Netanya, Israel. Es hija de Aliza y Jackie Abargil.
En octubre de 1998, algunas semanas antes del concurso Miss Mundo, entonces con 18 años de edad, fue secuestrada y violada por Shlomo Nour, un agente de viajes posteriormente condenado por la Corte Superior de Tel Aviv. En esa época vivía en Italia, donde trabajaba como modelo. «Nunca pasó por mi cabeza que aquel 'buen hombre' iría a perjudicarme. Posteriormente, percibí que este acto había sido cuidadosamente planeado y el recuerdo de aquella noche terrible estuvo en mis pesadillas por muchos años», declaró años después.
En 2013, la historia de su rapto fue llevada al documental Brave Miss World (Admirable Miss Mundo, en español), producido por Cecilia Peck, hija de Gregory Peck. Abargil también se volvió una activista contra la violencia sexual. En 2014, su historia también fue serie de Netflix.
Se casó en 2006 con el jugador de baloncesto lituano Šarūnas Jasikevičius, de quien se divorció en 2008. En 2010 volvió a casarse con Oren Halfon, con quien tiene tres hijos.

## Participación en el concurso Miss Mundo
Linor venció el Miss Israel en marzo de 1998. Posteriormente declaró: «Nunca pensé en participar en concursos, pero los premios, un viaje a Tailandia y un coche nuevo eran atractivos premios para quien viene de una ciudad pequeña».
En noviembre de 1998, fue coronada Miss Mundo en Seychelles, venciendo a otras 85 concursantes.

## Filmografía
Televisión
- 2017: Hachaverim Shel Naor (como Claire)
- 2017: Smachot (como Racheli)
- 2018-2020: Shnot HaShmonim (como Harabanit Rivka)